# غابرييل هانوتو

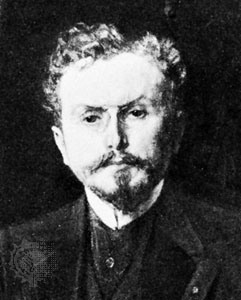
غابرييل هانوتو.

 ألبرت أوغست غابرييل هانوتو  (بالفرنسية: Gabriel Hanotaux) ، (19 نوفمبر 1853 - 11 أبريل 1944) المعروف باسم  غابرييل هانوتو  مؤرخ ورجل دولة فرنسي.
ولد في بيريفوار في إقليم أيسن. درس التاريخ في مدرسة دي شارت، ثم بدأ حياته السياسية بالخدمة المدنية بدلاً من المشاركة في حزب سياسي. وفي عام 1879، التحق بوزارة الخارجية كسكرتير، وتدرج خطوة بخطوة في السلك الدبلوماسي.
في عام 1886، انتخب نائبًا عن أيسن، ثم عاد في عام 1889 إلى عمله في السلك الدبلوماسي. وفي 31 مايو 1894، اختير من قبل شارل دوبوي ليكون وزير الشؤون الخارجية، واحتفظ بالمنصب حتى 14 يونيو 1898، مع فترة انقطاع واحدة في وزارة ألكسندر ريبو في الفترة من 26 يناير 1895 - 2 نوفمبر 1895. خلال وزارته، حاول التقريب بين دولتي فرنسا وروسيا، فزار سانت بطرسبرغ مع الرئيس فيليكس فور، وأرسل بعثات لتحديد حدود المستعمرات الفرنسية في أفريقيا. وكانت حادثة فاشودة في يوليو 1898 نتيجة لهذه السياسة، لذا تظهر عدم ثقته في إنجلترا في أعماله الأدبية.
انتخب هانوتو عضوًا في أكاديمية اللغة الفرنسية في 1 أبريل 1897، وشغل منصب مندوب فرنسا في عصبة الأمم، وشارك في الدورة الأولى (15 نوفمبر - 18 ديسمبر 1920)، والثانية (5 سبتمبر - 5 أكتوبر 1921)، والثالثة (4 سبتمبر - 30 سبتمبر 1922) والرابعة (3 سبتمبر - 29 سبتمبر 1923). وفي بداية عشرينات القرن العشرين، كان هناك اقتراح في عصبة الأمم باستخدام الإسبرانتو كلغة عمل. قبل الاقتراح عشرة مندوبين ورفضه مندوب واحد وهو المندوب الفرنسي غابرييل هانوتو. لم يكن هانوتو راضيًا عن فقد اللغة الفرنسية لمكانتها كلغة دولية للدبلوماسية، ورأى في الإسبرانتو تهديد للفرنسية.
توفي غابرييل هانوتو في باريس عام 1944، ودفن في مقبرة باسي، وحول منزله في أورشيز إلى حديقة نباتية.

## أعماله
من أعماله كمؤرخ:
- "دراسات تاريخية عن القرنين السادس عشر والسابع عشر في فرنسا (1886)
- «تاريخ الجمهورية الثالثة» (1904)، التاريخ الرسمي لفرنسا المعاصرة.
- «جان دارك» (1911)
- «معاهدة فرساي» (1919)
- «تاريخ الأمة الفرنسية» (17 مجلد، 1920)

## روابط خارجية
- غابرييل هانوتو على موقع الموسوعة البريطانية (الإنجليزية)